# Ernest II de Saxònia-Gotha-Altenburg
Ernest II de Saxònia-Gotha-Altenburg (en alemany Ernst II von Sachsen-Gotha-Altenburg) va néixer a Gotha el 30 de gener de 1745 i va morir a la mateixa ciutat el 20 d'abril de 1804. Era el tercer fill del duc Frederic III de Saxònia-Gotha-Altenburg i de la princesa Lluïsa Dorotea de Saxònia-Meiningen.

## Biografia
La mort prematura dels seus germans, Lluís el 1735 i Frederic el 1756, el van convertir en l'hereu del Ducat de Saxònia-Gotha-Altenburg. La seva mare va procurar-li una adequada educació seleccionant un grup selecte de professors amb els quals el 1768 va emprendre un viatge pedagògic als Països Baixos, Anglaterra i França.
Va governar com a Duc de Saxònia-Gotha-Altenburg entre el 1772 i el 1804. Interessat especialment en les ciències, en l'astronomia i en la física, va implantar els ideals de la Il·lustració. Va fomentar el teatre i les ciències naturals, va modernitzar el sistema educatiu i la Hisenda, cosa que va situar Saxònia-Gotha-Altenburg al capdavant dels ducats saxons de Turíngia.
Amb el seu amic astrònom Franz von Zach, va crear l'Observatori de Gotha (Sternwarte Gotha) que es va convertir en un punt de referència per als astrònoms europeus.
El 1774, es va convertir en francmaçó, i ingressà en la lògia Zum Rautenkranz de Gotha, on el 1775 va ser nomenat Gran Maestre de la Logia d'Alemanya. El 1784, se li encomanà el càrrec de Supervisor de la Baixa Saxònia, oferint asil polític a Gotha al seu fundador, Adam Weishaupt, el 1787.

## Matrimoni i fills
El 21 de març de 1769, es va casar a Meiningen amb la princesa Carlota de Saxònia-Meiningen (1751-1827), filla del duc Antoni Ulric i de Carlota Amàlia de Hessen-Philippsthal. El matrimoni va tenir quatre fills:
- Ernest, príncep hereu de Saxònia-Gotha-Altenburg (27 de febrer de 1770 - 3 de desembre de 1779).
- August, (23 de novembre de 1772 - 27 de maig de 1822, casat amb la princesa Lluïsa Carlota de Mecklenburg-Schwerin (1779-1801).
- Frederic, (28 de novembre de 1774 - 11 de febrer de 1825).
- Lluís (1777)